# Союз ТМА-8
Союз ТМА-8 е пилотиран космически кораб от модификацията „Союз ТМА“, полет 12S към МКС, 118-и полет по програма „Союз“. Чрез него е доставена в орбита тринадесета основна експедиция и е 29-и пилотиран полет към „МКС“.

## Екипаж

### При старта

#### Основен
Тринадесета основна експедиция на МКС
- Павел Виноградов (2) – командир
- Джефри Уилямс (2) – бординженер-1
- Маркус Понтис (1) – космонавт-изследовател

#### Дублиращ
- Фьодор Юрчихин – командир
- Едуард Финки – бординженер-1
- Сергей Волков – бординженер-2

### При кацането
- Павел Виноградов (2) – командир
- Джефри Уилямс (2) – бординженер-1
- Ануше Ансари – космически турист

## Най-важното от мисията
Екипажът на Тринадесета основна експедиция пристига успешно на борда на МКС на 1 април. В екипажа влиза и първият астронавт на БКА и първи южноамериканец – Маркус Понтис. След около 9-дневен полет на МКС, той се завръща на Земята на борда на Союз ТМА-7, заедно с екипажа на „Експедиция – 12“.
На 6 юли стартира и два дни по-късно се скачва със станцията совлаката „Дискавъри“, мисия STS-121. С нея пристига на борда на МКС третият член на „Експедиция-13“ - астронавта на ЕКА Томас Райтер. За първи път от около три години екипажът на МКС се състои от трима члена.
На 11 септември със станцията се скачва совалката „Атлантис“, мисия STS-115. Нейният екипаж продължава строителството на МКС, което е прекратено след катастрофата на совалката „Колумбия“ през 2003 г.
По време на полета екипажът на „Експедиция-13“ провежда различни научни изследванияв областта на медицината, физиката, прави наблюдения на Земята, прави две излизания в открития космос и посреща и разтоварва два товарни космически кораба „Прогрес М-56 и М-57“.

### Космически разходки
| № | Участници                      | Начало                  | Край                    | Продължителност    |
| - | ------------------------------ | ----------------------- | ----------------------- | ------------------ |
| 1 | Павел Виноградов Джефри Уилямс | 1 юни 2006 23:48 UTC    | 2 юни 2006 06:19 UTC    | 6 часа и 31 минути |
| 2 | Томас Райтер Джефри Уилямс     | 3 август 2006 14:04 UTC | 3 август 2006 19:58 UTC | 5 часа и 54 минути |

На 18 септември е изстрелян, а на 20 септември се скачва с МКС космическия кораб Союз ТМА-9. След около десетдневен съвместен полет, екипажът на „Експедиция-13“ се завръща успешно на Земята на 29 септември на борда на „Союз ТМА-8“, заедно с четвъртия космически турист – Ануше Ансари.
След завръщането на Виноградов и Уилямс със „Союз ТМА-8“, третият член Т. Райтер остава в космоса и преминава в състава на „Експедиция-14“. Завръща се с мисия STS-116 на совалката „Дискавъри“ през декември.
- Стартът на „Союз ТМА-8“
- Стартът на „Союз ТМА-8“ от друг ъгъл
- Д. Уилямс в кораба „Союз ТМА-8“